# Balogh Kálmán (cimbalomművész)

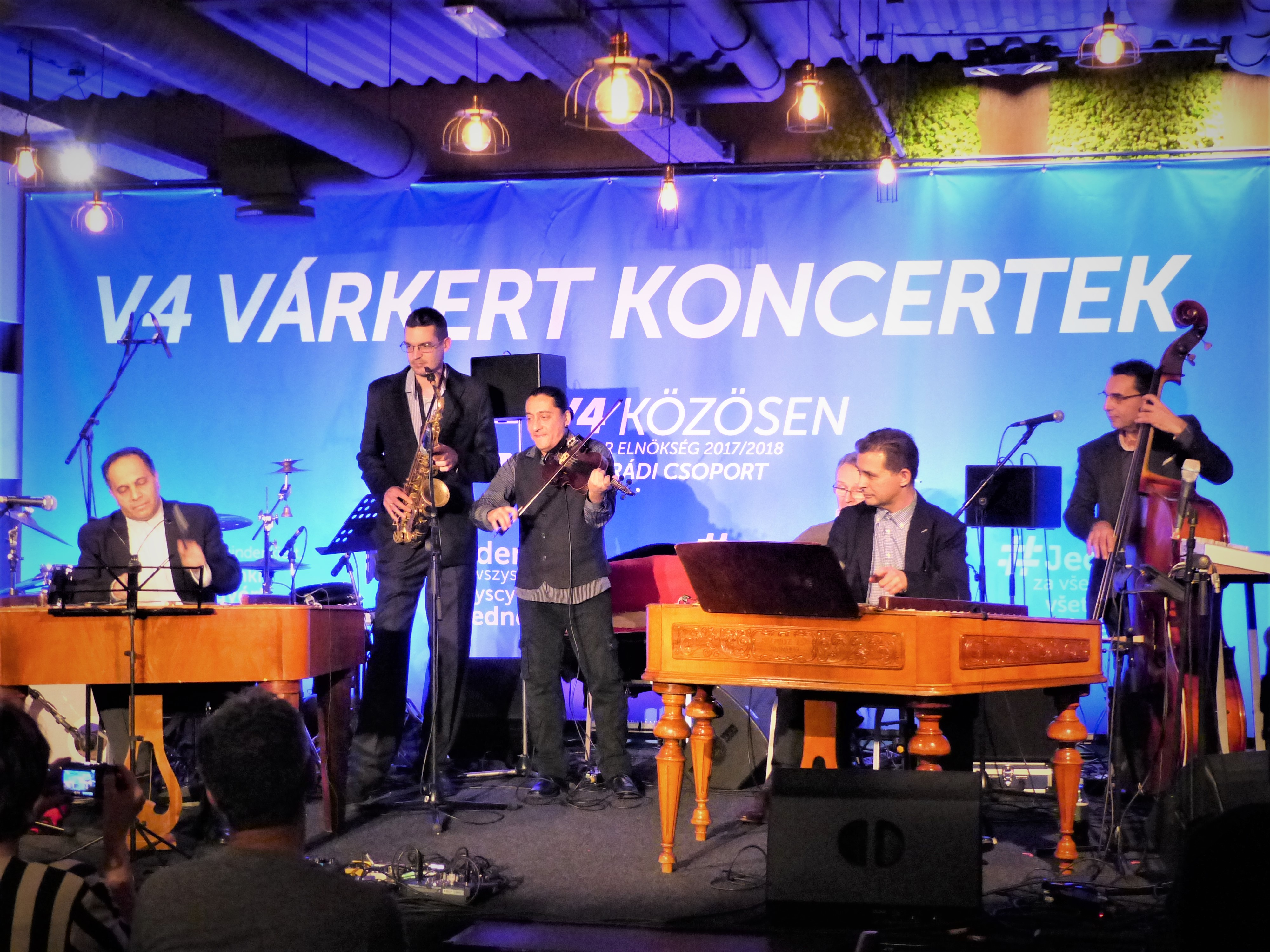
Balogh Kálmán, Lukács Miklós Gipsy Cimbalom Duo

Balogh Kálmán (Miskolc, 1959. január 18. –) Kossuth-díjas magyar cimbalomművész. Annak ellenére, hogy híres cigányzenész család sarja, szülei mérnöknek szánták. Tizenegy éves korában azonban szüleivel látogatást tett híres nagybátyánál, Balogh Elemérnél, aki akkoriban a világot járta és ritkán tartózkodott otthon. Megmutatott egy bonyolult román dallamot unokaöccsének, aki 15 perc alatt megtanulta azt, anélkül, hogy bármiféle zenei előtanulmánnyal rendelkezett volna. Ez az eset megváltoztatta Balogh Kálmán jövőre vonatkozó terveit.

## Pályafutása
Balogh Kálmán sokat tett a cimbalom népszerűsítéséért. A világ számos pontján fellépett, nemcsak népzenészekkel, hanem szimfonikus és dzsessz-zenekarokkal, valamint kortárs zenei együttesekkel is. Tizenegy éves korában kezdett cimbalmozni, első tanára nagybátyja, Balogh Elemér volt. Noha nagybátyja később nem taníthatta, Balogh Kálmán nem adta fel: ekkortól minden héten feljárt Budapestre szülővárosából, Miskolcról. Hamarosan a népzenével is igen jó barátságot kötött. Később Szöllős Beatrix, majd a budapesti Liszt Ferenc Zeneművészeti Főiskolán Gerencsér Ferenc növendékeként folytatta tanulmányait. Diplomáját 1980-ban szerezte meg cimbalom-szolfézs-énektanári szakon.
1985-ben megkapta a Népművészet Ifjú Mestere kitüntetést, majd két évvel később második helyet szerzett a rangos Rácz Aladár-cimbalomversenyen. Azóta is számos kitüntetés díjazottja. Pályafutásának kezdetén főleg népzenével foglalkozott. Szinte valamennyi magyar autentikus zenét játszó együttessel muzsikált már, többek között a Jánosi, Ökrös, Téka, Méta, Mákvirág, Muzsikás, Vízöntő, Zsarátnok, Vasmalom, Fonó és Üsztürü együttesekkel. Németországban több hónapig turnézott Kuti Sándorral és Budai Sándorral az André Heller által rendezett Magneten Cigány Show-val, aminek ő volt a zenei igazgatója is.
A kortárs zene is hatással volt rá, többször koncertezett a Miskolci Új Zenei Műhellyel, a 180-as csoporttal és Márta Istvánnal. Fellépett különböző jazzformációkkal is, mint például BDS Collection (Szakcsi Lakatos Béla, Babos Gyula, Dés László), Improvocation (Arnie Somogyi, Tony Lakatos), Quartett B (Borbély Mihály), Dresch Quartett, Archie Shepp, Vukán György, Lakatos Ágnes, Budapest Ragtime Band. Kodály Háry János szvitjét olyan neves zenekarokkal adta elő, mint a brooklyni, a philadelphiai, a miami, a tallinni és a madridi szimfonikusok. A Liszt Ferenc Zeneművészeti Egyetem Népzene Tanszékén 2007 óta tanít.

## Balogh Kálmán és a Gipsy Cimbalom Band
Mint megannyi helyén a világnak, a roma muzsikusok Magyarországon is fontos szereplői a mindenkori szórakoztatózenének. Balogh Kálmán cimbalmos és zenésztársai muzsikálásának alapja egyrészről a híres zenészdinasztiák hagyományosan kiemelkedő hangszeres tudása, virtuozitása, másrészről a különböző zenei műfajokban, stílusokban való jártasság. A rendező elv pedig Balogh Kálmán elképzelése arról, hogy lehet mindebből olyan muzsikát produkálni, amit a zenész is szívesen játszik és a hallgatónak is lebilincselő élményt nyújt. A tagok zenei képzettsége megengedi, hogy a zenekari munka az ő esetükben elsősorban ötletek kidolgozásából, a hangzás összecsiszolásából álljon. A „saját” zenekar Balogh Kálmán számára lehetőség zenei víziójának megszólaltatására, az övéhez hasonló kvalitású zenész-alkotótársak társaságában.

## Fontosabb külföldi turnék
1985. Svédország (Orient Express zenekarral), 1998. Lisbon World Expo, GCB (P); 1999. Carnegie Hall (Philadelphia Orchestrával együtt) New York, Bottomline, New York GCB és Ökrös együttes, Cedar Cultural Center, Minneapolis, Madison, Cultural Center, Chicago GCB (USA), International Cimbalom Festival, szóló, Turnhout (B); 2000. Festival International de Jazz de Montreal, Festival d'été de Québec, Citizen Blues Festival, Cebreton Flats, Ottawa GCB (CA), International Gipsy Festival, Tilburg GCB (NL), Grenzenlos Musikfestival, Murnau GCB (G), Pro Helvetia, Kulturbrugg-Festival, Rorbas-Freinstein GCB (CH), Festival di Torrechiara, Milano, Bologna GCB (I); 2001. Orteguiera szóló (Sp), L'année Hongroise in France: Festival Paris Quartier d'Eté, Paris, Festival d'Ile de France GCB (F), Cabaret Sauvage, Paris, Teatre de la Ville Romano Kokalo, Fonó zenekarokkal(F), Heidelberg, Hackbrett Festival – München, Fellbach(G), 6th Klezmer and Gipsy Music Festival, Verona, Inerolo – Arcipelago Estate, Teatro Civico, Dalmine (I); 2003. Orient Express Project in Theatre Bobigny, Paris (F), De Doelen, Rotterdam (NL), Haus der Kultur der Welt, Berlin (G), Montreal, Ottawa, Toronto, Vancouver, Calgary (CA) Boston, Pittsburgh, Cleveland GCB (USA), Ann Arbor, Chicago, Madison, Seattle, Portland, Santa Cruz, Berkeley, San Diego, Los Angeles, Las Vegas, Phoenix, Austin, Dallas, Washington, Philadelphia, Bottom Line, New York Muzsikás együttessel (USA), 2004. Seattle, California, Texas.GCB (USA), 2005. Csárdás turné a Budapest Táncegyüttessel, Cigánykurázsi a GCB-vel (USA), 2009. USA turné a GCB-vel, 2009. Svédország a GCB-vel, 2010. USA és Kanada az Other Europeans zenekarral, 2011. Törökország a GCB-vel, 2012. USA Cimbalogh turné, 2014. USA Cimbalogh turné. Sok kisebb turné és koncert Európában és Amerikában.

## Lemezei
- Kalman Balogh: The Art of the Gipsy Cimbalom (1990) ARC Music
- Balogh Kálmán & the Gipsy Cimbalom Band: Roma Vándor MW Records (1995)
- Gypsy Music From Hungarian Villages (1996)
- Balogh Kálmán & the Gipsy Cimbalom Band: Gipsy Colours (1997)
- Kalman Balogh :The Art of The Gipsy Cimbalom, ARC Music Productions Int. Ltd. (1998)
- Balogh Kálmán és a Romano Kokalo: Gipsy Colours, FolkEurópa(1999)
- Balogh Kálmán – Gipsy Jazz, Rounder Records Corp (1999)
- Balogh Kálmán & the Gipsy Cimbalom Band: AromA, FolkEurópa (2003) Aranylemez 2007
- David Murray, Kovács Ferenc és Balogh Kálmán & a Gipsy Cimbalom Band, Fonó (2005)
- Balogh Kálmán: Karácsonyi Örömzene, Gryllus (2005)
- Balogh Kálmán – Korpás Éva: Ó, szép fényes hajnalcsillag – Magyar népi karácsonyi énekek, FolkEurópa (2005)
- Balogh Kálmán & the Gipsy Cimbalom Band: Aven Shavale, FolkEurópa (2007)
- Balogh Kálmán & the Gipsy Cimbalom Band: Live in Germany (2007)
- Kalman Balogh: Master of the Gypsy Cimbalom, ARC Music (2008)
- Balogh Kálmán–Lukács Miklós Cimbalomduó, FolkEurópa (2009)
- Balogh Kálmán & the Gipsy Cimbalom Band: Délibáb, FolkEurópa (2010)
- Balogh Kálmán &Farkas Rózsa Chick Corea: Children's Songs, Hunnia Records (2010)
- Kalman Balogh Cimbalogh Trio-Opus 1. Hungaria Records (2012)
- Balogh Kálmán–Lukács Miklós Cimbalomduó, Összehangolva, FolkEurópa(2015)

## Közreműködései
- Mákvirág Hungaroton (1979)
- Jánosi Együttes:Szatmári zene, mezőségi zene Hungaroton (1985)
- Szvorák Katalin: Dalvándorlás, Hungaroton (1986)
- Márta István: Kapolcs riadó (1987)
- Méta + Balogh Kálmán, ARC Music (1988)
- Muzsikás: Ősz az idő Szerzői kiadás,(1989)
- Téka: Feljön a nap (1989)
- A felkelő nap háza, Válogatás, Hungaroton (1989)
- Vízöntő: Gitania Express, Hungaroton-Gong Kft. (1990)
- Méta & Balogh Kálmán, ARC Music (1990)
- Vízöntő: Best, Quint (1991)
- Cimbalmos Világtalálkozó (1991)
- Transylvanian Portraits, Koch World (1992)
- Zengő (1994)
- Jánosi Együttes: Egy rapszódia Hungaroton (1994)
- Ökrös – Balogh Kálmán: Hippoglassus Hippoglassus, Around Sound Studios(1994)
- Ando Drom (1995)
- Jánosi együttes: Rapszódia - LISZT és BARTÓK forrásokHungaroton Classic LTD., (1995)
- Budapest Ragtime Band: Trubadurr, Hungaroton Classic LTD.,  (1995)
- Cserepes Károly: Kivándorlás (1896-1914) (1996)
- Üsztürü Zenekar: Szárazfának muzsikája, Fonó Records 1997)
- Joel Rubin Jewish Music Ensemble - Beregovski’s Khasene (1997)
- Ökrös: Bonchida, háromszor, A bt (1997)
- Ökrös Együttes:Kallós Zoltán, Fonó (1997)
- Kallós Zoltán: Idegen földre ne siess, (1997)
- Ot Azoj Klezmerband: The Heart of Klezmer, Oreade Music (1998)
- Vujicsics:Voyageurs, Fonó Records (1998)
- Gypsy Folk Music From Transylvania, Rounder Select (1999)
- Kiss Ferenc: Nagyvárosi bujdosók, Etnofon (1999)
- Zengő: Víg óra (1999)
- Romanyi Rota: Phiravelman kalyi gyhuv Fonó (1999)
- G.Nagy Ilián-ifj. Csoóri Sándor:Jézus születése FOLK-OPERA 2000 (2000)
- Johann Sebastian Bach: Revisited, BMC Records (2000)
- Cintece ale romanilor din Ungria: Inflorit o Rugutu (2000)
- Vasmalom II., Vasmalom III., Periferic Records (2001)
- The International Cimbalom Festival, FRÉA Records (2001)
- Kiss Ferenc: A Héttorony hangjai, Etnofon (2001)
- Ökrös: Elindultam szép hazámból (2001)
- Téka: Nincs szebb élet a miénknél (2001)
- Téka:Őskelet (2002)
- Dresch Mihály Quartet/Archie Shepp: Hungarian bebop, BMC Records (2002
- Herczku Ágnes: Arany és kék szavakkal Fonó Records (2002)
- Mitsoura: Mitsoura, Bartha Bt. (2003)
- Gázsa zenekar:Budapesttől Kommandóig (2003)
- Nem megyünk a másvilágra: Gömör – Kishont megye falusi bandáinak emlékére (2003)
- Tükrös: Vígan legyünk!, FolkEurópa (2003)
- LezKlez & Kálmán Balogh: „Ostinato”, LezKlez (2003)
- The dulcimer collection, ARC Music (2003)
- Csingiling, Karácsonyi Muzsika, Válogatás (2003)
- Joszko Broda:Környező népek zenéi, Etnofon (2003)
- Üsztürü: Az Öregeké, FolkEurópa (2004)
- Tizenkét Banda: Erdélyország, FolkEurópa (2004)
- Fonó együttes:Túlparton, Hungaroton Records (2004)
- Válogatás: Hangvető 2004-2005, FolkEurópa (2004)
- Parno Graszt: Járom az utam, Podium Productions (2004)
- Berecz András:Szegen csengő, (2004)
- Dresch Mihály Quartet: Egyenes zene, BMC Records (2004)
- Szvorák Katalin: Áthallások - magyar népdalvariánsok, Hungaroton Records (2004)
- Zerkula János és a Szászcsávásiak, Balogh Kálmán, Vizeli Balázs, FolkEurópa (2004)
- Szvorák Katalin: Pünkösd Közép-Európában, Hungaroton Records (2005)
- Hangvető válogatás 2006-2007, FolkEurópa (2005)
- Agócs Gergely: Kilencz Ballada, Fonó (2005)
- Fellegini Klezmer: Gipsy Oyfen veg steyt a boim, Gryllus  (2005)
- Ökrös: Így kell járni…, Gryllus (2006)
- Kiss Ferenc: Szerelemajtók, Etnofon (2006)
- Udrub: Suhanás, Fonó (2006)
- Kovács Ferenc: Beli buba, Gramy Records (2006)
- Berecz András: Sinka ének (2006)
- Vágtázó Csodaszarvas: Tiszta forrás, Fonó (2006)
- Ökrös Csaba és a Dobogó kő (2006)
- Nagy Szabolcs:Régi jó időből,  Etnofon (2006)
- Csillagok, csillagok..,  A magyar zene ünnepe, FolkEurópa (2007)
- We are Magyar! (2007)
- Tabulatura Régizene Együttes:Verbum caro factum est, Allegro Thaler (2007)
- Hangvető válogatás (2007)
- Napra: Jaj, a világ (2007)
- Berkó zenekar: Berkó, Etnofon (2007)
- Kaláka - Arany János (2007)
- Vetettem gyöngyöt, Válogatás, Világzene Magyarországon, Etnofon (2007)
- Csingiling (2008)
- Live in Zinghaus, Tonica World Music (2009)
- The Other Europeans:Splendor, Ethnomusic Records (2009)   Songlines picks "Splendor" as 1 of the best CDs of 2012
- Gryllus Vilmos: Dalok 4 - Magyar népdalok (2009)
- Both Miklós: Radnóti, Gryllus (2009)
- Rendhagyó Prímástalálkozó 1. Folk Európa (2009)    fRoots TOP 10, 2010 április,  Songlines Magazin TOP 12, 2010 július
- Kovács Ferenc: My Roots, Andia (2009)
- Berecz András: Sördal (2009)
- Válogatás, Világzene itthonról 2. 2009-2010, Sony Music (2010)
- Válogatás Magyar világzene 2. A népzenétől a világzenéig - azok a 90-es évek FolkEuropa (2010)
- Válogatás Magyar világzene 1-3. FolkEuropa (2010)
- Válogatás Magyar világzene- azok a 2000-es évek FolkEuropa (2010)
- Válogatás Hangvető válogatás 2009-2010 (2010)
- Parno Graszt: Reggelig mulatok Fonó (2011)
- Berecz András: Hazakísérlek Berecz Bt. (2011)
- Fanfare Complexa: Radio popular Fonó (2011)
- Dűvő: Van még benne (2012)
- Rendhagyó Prímástalálkozó 2. Fonó Budai Zeneház, (2013)
- Lakatos Róbert és a Rév: Révület (2013)
- Gryllus Dániel:Weöres Sándor A teljesség felé, Gryllus (2013)
- Karaván Família: Asvin, Fonó Budai Zeneház (2014)
- Bodza Klára:Ó áldott szűzanya, Fonó Budai Zeneház (2014)
- Dobroda: Dobroda Karácsony, Dobroda (2014)
- Tabulatura Régizene Együttes: Múltbanéző, Tabulatura Régizene Együttes (2014)
- Kiss Gy. László: Kapuvári séta, FolkEurópa (2014)
- Budapester Klezmer Band
- Joel Rubin
- Sultan: 20 Jaar
- Balkanswingband Sultan: Obsede
- Orientexpressen: Mahala
- Music of East Europa
- Internationales Hackbrettfestival 2.
- World of Gypsies
- Mandel Róbert
- IV. Táncház találkozó
- Vízöntő: Villanypásztor
- Dűvő zenekar: Dűvölet (2014)
- Dobroda 5 - Fülbevaló (2015)
- Táncház-Népzene 2015
- Táncház-Népzene 2016
- Dobroda zenekar: Matyóföld legszebb dalai (2016)
- Táncház-Népzene 2017
- Dobroda: Ötről a hatra (2018)
- Dobroda zenekar: “Az ecsédi kislányoknak nincs párja... Ecséd legszebb dalai (2020)
- Az egri vármegye... Jászsági muzsika néptánc oktatáshoz (2020)

## Díjai, elismerései
- 1985 A Népművészet Ifjú Mestere cím
- 1987 Rácz Aladár Cimbalomverseny 2. helyezés
- 1999 eMeRTon-díj
- 2005 Artisjus-díj
- 2007 Kodály Zoltán díj
- 2007 Az év zenésze
- 2009 Bezerédj-díj
- 2015 Magyar Örökség díj
- 2019 Martin György-díj
- 2019 Prima Primissima díj[1]
- 2022 Miskolc díszpolgára[2]
- 2025 Kossuth-díj[3]